# Rodolphe Radau
Jean-Charles Rodolphe Radau (1835 — 1911) est un astronome et géodésien français d'origine allemande.

## Biographie
Il est né le 22 janvier 1835 à Angerburg en province de Prusse-Orientale. Il commence sa carrière d'astronome en 1855–1856 à l'observatoire de Königsberg, puis se rend à Paris avec Antoine d'Abbadie en 1858. Tout en étant rédacteur à la Revue des deux Mondes, il s'occupe activement de questions géodésiques et astronomiques. Entre autres travaux, il réalise en grande partie les calculs pour les cartes de l'ouvrage de D'Abbadie intitulé Géodésie d'une partie de la Haute-Éthiopie, paru entre 1860 et 1874. Il obtient la naturalisation française en 1873. 
Il collabore avec Félix Tisserand sur diverses recherches de mécanique céleste. Il devient membre du comité de rédaction du Bulletin astronomique lors de sa création en 1884 et il est élu membre de l'Académie des sciences en 1897. Il est mort le 21 décembre 1911.

## Travaux
Parmi ses travaux, on peut retenir deux mémoires consacrés à la réfraction, parus dans les Annales de l'Observatoire de Paris en 1881 et 1889, qui lui ont valu chacun un prix de l'Académie des sciences. Dans le premier, l'auteur présente un exposé critique des méthodes connues pour calculer la réfraction astronomique et fournit une nouvelle méthode ainsi que des tables. Le second contient de nouvelles tables très détaillées. En 1864, il avait conclu des observations de l'astronome anglais Richard Christopher Carrington que la durée de rotation du Soleil autour de son axe était de 25,187 jours à l'équateur et qu'elle augmentait de l'équateur jusqu'aux latitudes 45º nord et sud, où elle était de 27,730 jours. À l'heure actuelle, le nom de Radau est surtout connu de ceux qui s'intéressent à la figure hydrostatique de la Terre, car il avait trouvé par une méthode heuristique une transformation, dite « transformation de Radau », qui ramenait l'intégration de la célèbre équation différentielle de Clairaut à une forme intégrable immédiatement. Cette transformation est basée sur une approximation très bonne pour le cas de la Terre, connue sous l'appellation « approximation de Radau ». Elle garde encore maintenant un grand intérêt dans de nombreuses considérations théoriques.

## Ouvrages
- Les Planètes au-delà de Mercure, 1861 (consulter en ligne, numérisation e-rara.ch)
- Recherches modernes sur la conductibilité calorifique, 1862
- Le Spectre solaire, 1863
- Sur la formule barométrique, 1864
- Sur la base scientifique de la musique : analyse des recherches de M. Helmholtz, 1865
- Sur les erreurs personnelles, 1865
- Théorie des battements et des sons résultants d'après M. Helmholtz, 1865
- L'Acoustique, ou Les phénomènes du son, Hachette, coll. « La Bibliothèque des merveilles », 1867
- L’Origine de l’homme d’après Darwin, 1871
- Le magnétisme,  Hachette, coll. « La Bibliothèque des merveilles », 1875
- Les Observatoires de montagne, 1876
- La Production houillère et l'exportation du charbon en Angleterre et en France, 1876
- Progrès récents de l'astronomie stellaire, 1876
- La Lumière et les climats, 1877
- Actinométrie, 1877
- Les Radiations chimiques du soleil, 1877
- La Photographie et ses applications scientifiques, 1878 (Lire en ligne)
- La Constitution intérieure de la terre, 1880
- Le Rôle des vents dans les climats chauds, 1880
- Travaux concernant le problème des trois corps et la théorie des perturbations, 1881
- La Météorologie nouvelle et la prévision du temps, 1883
- Les Vêtements et les habitations dans leurs rapports avec l'atmosphère, 1883